# Nusa Kodi
Nusa Kodi är en ö i Indonesien.   Den ligger i provinsen Nusa Tenggara Timur, i den sydöstra delen av landet, 1 800 km öster om huvudstaden Jakarta.
Terrängen på Nusa Kodi är varierad. Öns högsta punkt är 6 meter över havet. 